# オール・ダーティー・バスタード
オール・ダーティー・バスタード（Ol' Dirty Bastard、本名：Russell Tyrone Jones、1968年11月15日 - 2004年11月13日）は、アメリカのヒップ・ホップアーティスト。ニューヨーク州ニューヨーク市ブルックリン区出身。ウータン・クラン（Wu-Tang Clan）のメンバー。ステージネームはODB（O.D.B）、ビッグ・ベイビー・ジーザス（Big Baby Jesus）、ダート・マクガード（Dirt McGirt）など幾つもの名前で活動していた。
2003年のロカ・フェラ・レコード（Roc-A-Fella Records）との契約直後からドラッグの過量摂取の後遺症で2004年死去。現在も正式に遺作はリリースされていない。

## ディスコグラフィー
スタジオ・アルバム
- リターン・オブ・36・チェンバーズ - Return to the 36 Chambers: The Dirty Version（1995年）
- ニガー・プリーズ - Nigga Please（1999年）